# Hydrotaea vietnamensis
Hydrotaea vietnamensis är en tvåvingeart som beskrevs av Shinonaga 1999. Hydrotaea vietnamensis ingår i släktet Hydrotaea och familjen husflugor.
Artens utbredningsområde är Vietnam. Inga underarter finns listade i Catalogue of Life.